# Клуб зарисовок Дерби

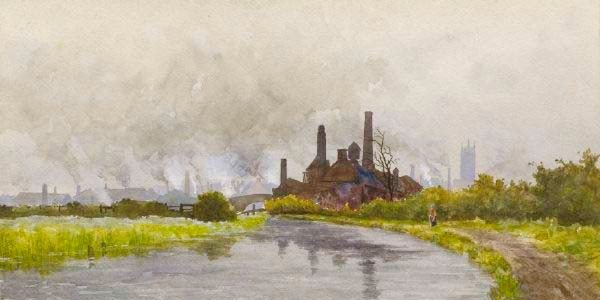
Химзавод в Шэроне — Альфред Джон Кин, член Клуба

Клуб зарисовок Дерби (англ. Derby Sketching Club) — клуб с наличием членства, на данный момент производящий встречи в пригороде Литтловер (Littleover) английского города Дерби. Он был основан в 1887 году, проводит встречи пять раз в неделю и по-прежнему предоставляет своим членам средства для работы над интересующими их картинами и зарисовками, и место для демонстрации работ. В члены клуба входили Альфред Джон Кин, Гарольд Грисли и Эрнст Таунсенд.
Основание клуба произошло в 1887 году, когда группа молодых людей провела встречу в Каунтри-хотел (County hotel) в Дерби. Целью клуба было предоставление места, где они и другие могли бы работать и делиться своим интересом к картинам и зарисовкам, выставляя свои работы. Они установили ежегодный взнос в два шиллинга и шесть пенсов; первая выставка их работ была проведена в январе 1889 года в Афинских комнатах (Athenaeum Rooms). Клуб продолжал работать во время обеих мировых войн, а в 1943 году он даже выпустил журнал The Palette. В 1949 году о клубе был снят фильм.
В 1922 году сформировалась Derby Ladies Art Group, а в 1951 году, на Фестивале Британии (Festival of Britain), они провели совместную выставку. Окончательное объединение мужского и женского клубов произошло в 1966 году.
Коллекционер Альфред Гуди собирал работы членов Клуба, и в 1940 м презентовал их Музею и художественной галерее Дерби.